# Valea Cânepii, Brăila
Valea Cânepii (sau Valea Cânepei; în trecut,  Valea Cânipii) este un sat în comuna Unirea din județul Brăila, Muntenia, România. Între anii 1417-1829 a făcut parte din Raiaua Brăila (Kaza Ibrail) a Imperiului Otoman.
Este situata la aproximativ 26 km față de orașul Brăila. Satul Valea Cânepii este destul de vechi. In trecut se numea Valea Kintzi, sub acest nume se găsea pe o hartă a raialei Brăila, făcută de mai mulți ofițeri de stat major austrieci, în anul 1788.  Decu Cristian, locuitor al satului, în vârstă de 87 de ani,povestea in anul 1904 că pe vremea tatălui său erau în partea locului niște târlași care locuiau în niște case împrăștiate. Ei semănau in și cânepă, de aceea i s-a zis Valea Cânepii. Multi  locuitorii ce s-au așezat în această comună erau fugiți din sate turcești, din cauza abuzurilor și răutății turcilor. .
Conform Marelui Dicționar Geografic al Romîniei, satul a fost înființat în 1822. La sfârșitul secolului al XIX-lea, el era reședința comunei Valea Cânepii, formată din el și din târla Coceni, cu o populație totală de 1029 de locuitori. La Valea Cânepii funcționau o biserică construită de locuitori în 1845 și o școală mixtă, deschisă inițial ca școală de băieți în 1856.
În 1925, comuna este consemnată de anuarul Socec în plasa Viziru a aceluiași județ și avea în componență doar satul de reședință cu 1393 de locuitori. În 1950, ea a trecut în componența raionului Brăila din regiunea Galați. În 1968, raioanele și regiunile au fost înlocuite de județe; comuna Valea Cânepii a fost desființată și inclusă în comuna Unirea (fostă Osmanu), comună ce a revenit la județul Brăila.

## Personalități
- Teodor Vârgolici (1930 – 2019) - critic literar